# Evan Bates
Evan Bates (Ann Arbor, Michigan, 23 de fevereiro de 1989) é um patinador artístico americano. Bates compete na dança no gelo. Com Madison Chock, ela foi vice-campeão mundial, e foi campeão do Campeonato dos Quatro Continentes e do campeonato nacional americano.

## Principais resultados

### Com Madison Chock
| Jogos Olímpicos |                   |                   | 8.ª               |                  |                   |                   | 9.ª               |                  |  |  |  |  |
| Campeonato Mundial |                   | 7.ª               | 5.ª               | Medalha de prata | Medalha de bronze | 8.ª               | 5.ª               |                  |  |  |  |  |
| Campeonato dos Quatro Continentes |                   | Medalha de bronze |                   | Medalha de prata | Medalha de prata  | Medalha de bronze |                   | Medalha de ouro  |  |  |  |  |
| GP Grand Prix Final |                   |                   |                   | Medalha de prata | Medalha de prata  | 6.ª               | 5.ª               |                  |  |  |  |  |
| GP Cup of China |                   | 4.ª               | Medalha de bronze |                  | Medalha de prata  |                   | Medalha de prata  |                  |  |  |  |  |
| GP Grand Prix de Helsinque |                   |                   |                   |                  |                   |                   |                   | WD               |  |  |  |  |
| GP Internationaux de France | 5.ª               |                   |                   |                  |                   |                   | Medalha de prata  |                  |  |  |  |  |
| GP Rostelecom Cup |                   |                   | Medalha de bronze | Medalha de ouro  |                   | Medalha de prata  |                   | WD               |  |  |  |  |
| GP Skate America |                   |                   |                   | Medalha de ouro  | Medalha de ouro   |                   |                   |                  |  |  |  |  |
| GP Skate Canada International | 4.ª               |                   |                   |                  |                   | Medalha de prata  |                   |                  |  |  |  |  |
| CS Nebelhorn Trophy |                   |                   |                   | Medalha de prata | Medalha de ouro   | Medalha de prata  |                   |                  |  |  |  |  |
| CS Ondrej Nepela Memorial |                   |                   |                   |                  |                   | Medalha de prata  |                   |                  |  |  |  |  |
| Finlandia Trophy | Medalha de bronze |                   | Medalha de prata  |                  |                   |                   |                   |                  |  |  |  |  |
| Mentor Toruń Cup |                   |                   |                   |                  |                   |                   |                   | Medalha de ouro  |  |  |  |  |
| Nebelhorn Trophy |                   | Medalha de ouro   |                   |                  |                   |                   |                   |                  |  |  |  |  |
| U.S. International Figure Skating Classic |                   | 4.ª               |                   |                  |                   |                   |                   |                  |  |  |  |  |
| Nacional |                   |                   |                   |                  |                   |                   |                   |                  |  |  |  |  |
| Campeonato dos Estados Unidos | 5.ª               | Medalha de prata  | Medalha de prata  | Medalha de ouro  | Medalha de prata  | Medalha de prata  | Medalha de bronze | Medalha de prata |  |  |  |  |
| Equipes |                   |                   |                   |                  |                   |                   |                   |                  |  |  |  |  |
| Troféu Mundial por Equipes |                   | 1T/1P             |                   | 1T/3P            |                   | 3T/2P             |                   |                  |  |  |  |  |
| |                   |                   |                   |                  |                   |                   |                   |                  |  |  |  |  |
| Legenda: GP = Grand Prix; CS = Challenger Series; T = Posição da equipe; P = Posição individual; Competição não foi disputada nesta temporada; Competição não fez parte do GP/CS; Competição fez parte do GP/CS |                   |                   |                   |                  |                   |                   |                   |                  |  |  |  |  |

### Com Emily Samuelson
| Jogos Olímpicos                                                                                                 |                   |                 |                  |                  |                   |                   | 11.º              |  |  |  |  |  |
| Campeonato Mundial                                                                                              |                   |                 |                  |                  |                   | 11.º              | 9.º               |  |  |  |  |  |
| Campeonato dos Quatro Continentes                                                                               |                   |                 |                  |                  |                   | Medalha de bronze |                   |  |  |  |  |  |
| GP NHK Trophy                                                                                                   |                   |                 |                  |                  |                   | Medalha de bronze |                   |  |  |  |  |  |
| GP Skate America                                                                                                |                   |                 |                  |                  |                   | 4.º               |                   |  |  |  |  |  |
| GP Skate Canada International                                                                                   |                   |                 |                  |                  |                   |                   | 5.º               |  |  |  |  |  |
| GP Trophée Éric Bompard                                                                                         |                   |                 |                  |                  |                   |                   | 4.º               |  |  |  |  |  |
| Nebelhorn Trophy                                                                                                |                   |                 |                  |                  |                   | Medalha de ouro   |                   |  |  |  |  |  |
| Internacional – Júnior                                                                                          |                   |                 |                  |                  |                   |                   |                   |  |  |  |  |  |
| Campeonato Mundial Júnior                                                                                       |                   |                 | 10.º             | WD               | Medalha de ouro   |                   |                   |  |  |  |  |  |
| JGP JGP Final                                                                                                   |                   |                 |                  | Medalha de prata | Medalha de prata  |                   |                   |  |  |  |  |  |
| JGP JGP Áustria                                                                                                 |                   |                 |                  |                  | Medalha de ouro   |                   |                   |  |  |  |  |  |
| JGP JGP Bulgária                                                                                                |                   |                 | 5.º              |                  |                   |                   |                   |  |  |  |  |  |
| JGP JGP Eslováquia                                                                                              |                   |                 | 8.º              |                  |                   |                   |                   |  |  |  |  |  |
| JGP JGP Estados Unidos                                                                                          |                   |                 |                  |                  | Medalha de ouro   |                   |                   |  |  |  |  |  |
| JGP JGP México                                                                                                  |                   |                 |                  | Medalha de ouro  |                   |                   |                   |  |  |  |  |  |
| JGP JGP Taipé Chinesa                                                                                           |                   |                 |                  | Medalha de ouro  |                   |                   |                   |  |  |  |  |  |
| Nacional |                   |                 |                  |                  |                   |                   |                   |  |  |  |  |  |
| Campeonato dos Estados Unidos                                                                                   |                   |                 |                  |                  | Medalha de peltre | Medalha de prata  | Medalha de bronze |  |  |  |  |  |
| Camp. dos Estados Unidos – Júnior                                                                               |                   |                 | Medalha de prata | Medalha de ouro  |                   |                   |                   |  |  |  |  |  |
| Camp. dos Estados Unidos – Noviço                                                                               | Medalha de bronze | Medalha de ouro |                  |                  |                   |                   |                   |  |  |  |  |  |
| |                   |                 |                  |                  |                   |                   |                   |  |  |  |  |  |
| Legenda: GP = Grand Prix; JGP = Grand Prix Júnior; WD = Abandonou; Competição não foi disputada nesta temporada |                   |                 |                  |                  |                   |                   |                   |  |  |  |  |  |